# Kapellet på Överjärva gård

Kapellet på Överjärva gård (även kallad Armeniska kapellet) är en byggnad i Solna kommun. Kapellet blev byggnadsminne 2012.
Ohan Demirgian var av armenisk börd, född i Egypten, och blev en tid stallmästare åt Karl XV på Ulriksdals slott. Han arrenderade Överjärva gård 1870–1873 och bodde där redan från 1868. Under hans tid byggdes en vinterträdgård, som har kallats Armeniska kapellet. Det är en originell träbyggnad i en våning med panelarkitektur, lövsågerier samt en österländskt präglat interiör. Arkitekturen har man trott vara inspirerad av kyrkorna i Armenien, men det är snarare ett egyptiskt palatstält som inspirerat Demirgian. Efter hans tid användes det under en period som bönehus. Från 1920-talet hyrdes det ut som konstnärsateljé, till bland andra Bror Marklund.

## Bildgalleri

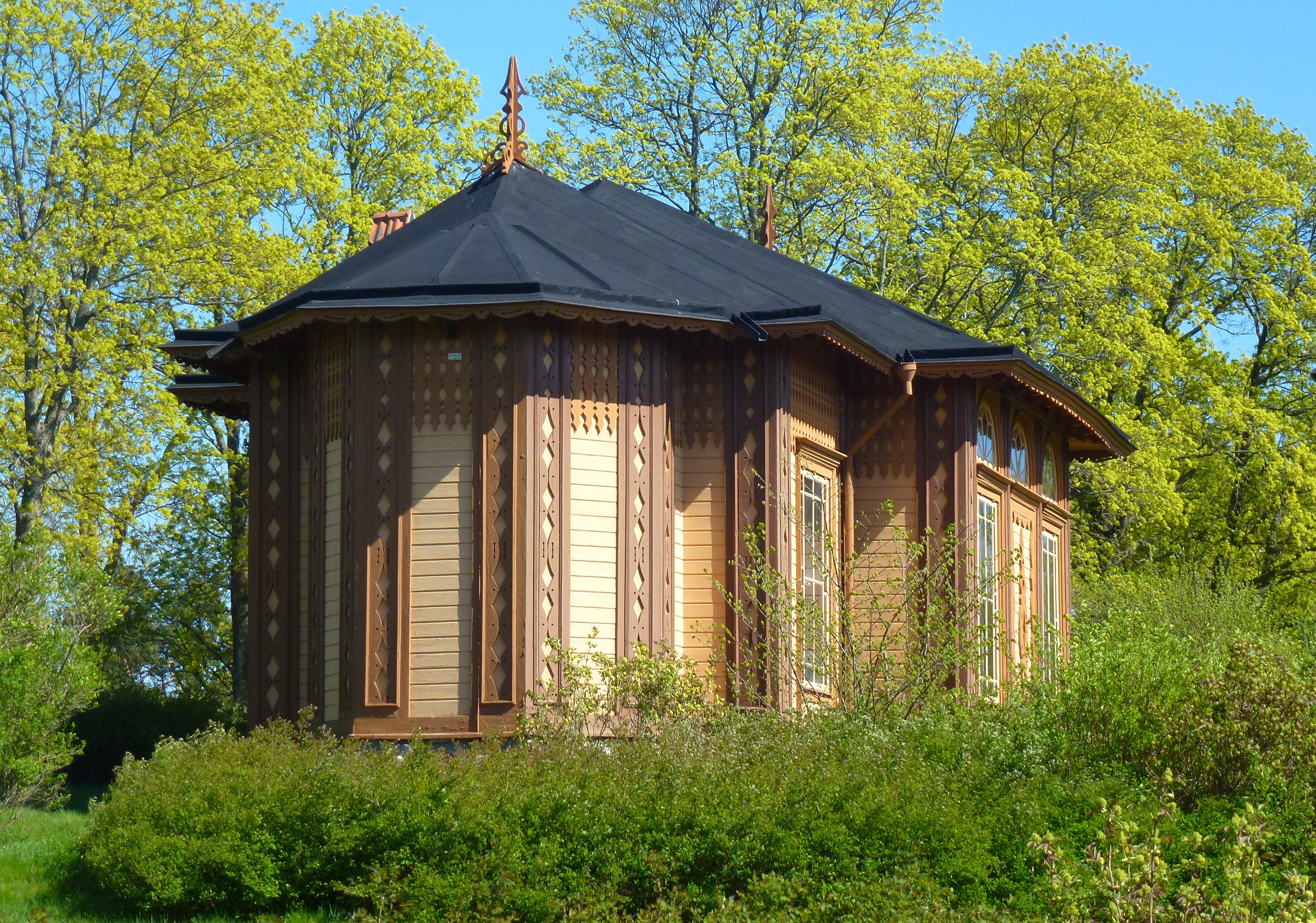
Västra gaveln
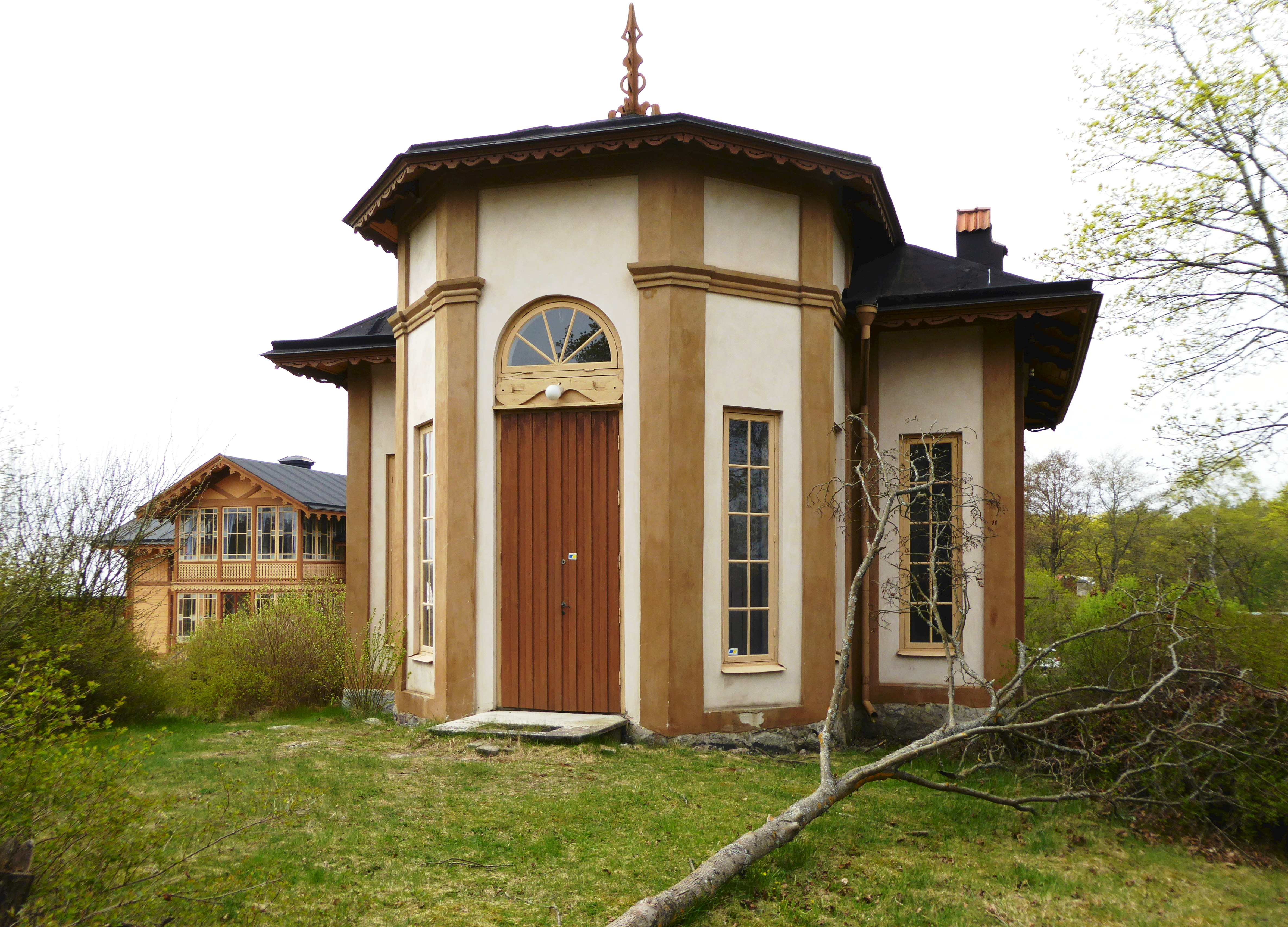
Entrén på östra gaveln